# Győző
Győző ([ˈɟøːzøː]) est un prénom hongrois masculin.

## Étymologie
Créé au XIXe siècle à partir de győz « vaincre » pour être un équivalent hongrois du prénom Victor.

## Équivalents
- Victor

## Personnalités portant ce prénom
- Győző Burcsa
- Győző Kulcsár
- Győző Szépligeti